# Fredrik André Bjørkan
Fredrik André Bjørkan (ur. 21 sierpnia 1998 w Bodø) – norweski piłkarz występujący na pozycji lewego obrońcy w niemieckim klubie Hertha BSC oraz w reprezentacji Norwegii.

## Kariera klubowa

### FK Bodø/Glimt
W 2015 roku podpisał profesjonalny kontrakt z klubem FK Bodø/Glimt. Zadebiutował 13 kwietnia 2016 w meczu Pucharu Norwegii przeciwko IF Fløya (0:6). W Eliteserien zadebiutował 17 kwietnia 2016 w meczu przeciwko Molde FK (1:2). W sezonie 2016 jego zespół zajął przedostatnie miejsce w tabeli i spadł do niższej ligi. Pierwszą bramkę zdobył 22 października 2017 w meczu OBOS-ligaen przeciwko FK Jerv (1:4). Po jednym sezonie spędzonym na drugim poziomie rozgrywkowym, jego drużyna zdobyła mistrzostwo i awansowała do najwyższej ligi. Pierwszą bramkę w Eliteserien zdobył 22 kwietnia 2019 w meczu przeciwko Sarpsborg 08 FF (1:1). W sezonie 2019 jego zespół zajął drugie miejsce w tabeli zdobywając wicemistrzostwo Norwegii. 27 sierpnia 2020 zadebiutował w kwalifikacjach do Ligi Europy UEFA w meczu przeciwko FK Kauno Žalgiris (6:1). W sezonie 2020 jego drużyna zajęła pierwsze miejsce w tabeli i zdobyła mistrzostwo Norwegii. 7 lipca 2021 zadebiutował w kwalifikacjach do Ligi Mistrzów UEFA w meczu przeciwko Legii Warszawa (2:3). 16 września 2021 zadebiutował w fazie grupowej Ligi Konferencji Europy UEFA w meczu przeciwko Zorii Ługańsk (3:1).

### Hertha BSC
W 2022 roku przeszedł do niemieckiej drużyny Hertha BSC.

## Kariera reprezentacyjna

### Norwegia U-18
W 2016 roku otrzymał powołanie do reprezentacji Norwegii U-18. Zadebiutował 26 marca 2016 w meczu towarzyskim przeciwko reprezentacji Polski U-18 (1:1).

### Norwegia U-21
W 2019 roku otrzymał powołanie do reprezentacji Norwegii U-21. Zadebiutował 22 marca 2019 w meczu towarzyskim przeciwko reprezentacji Finlandii U-21 (8:3).

### Norwegia
W 2021 roku otrzymał powołanie do reprezentacji Norwegii. Zadebiutował 6 czerwca 2021 w meczu towarzyskim przeciwko reprezentacji Grecji (1:2).

## Statystyki

### Klubowe
(aktualne na dzień 11 czerwca 2022)
| Klub               | Sezon              | Liga               | Liga  | Liga   | Puchar kraju | Puchar kraju | Europa | Europa | Suma  | Suma   |
| Klub               | Sezon              | Liga               | Mecze | Bramki | Mecze        | Bramki       | Mecze  | Bramki | Mecze | Bramki |
| ------------------ | ------------------ | ------------------ | ----- | ------ | ------------ | ------------ | ------ | ------ | ----- | ------ |
| FK Bodø/Glimt      | 2016               | Eliteserien        | 9     | 0      | 2            | 0            | –      | –      | 11    | 0      |
| FK Bodø/Glimt      | 2017               | OBOS-ligaen        | 12    | 2      | 0            | 0            | –      | –      | 12    | 2      |
| FK Bodø/Glimt      | 2018               | Eliteserien        | 13    | 0      | 1            | 0            | –      | –      | 14    | 0      |
| FK Bodø/Glimt      | 2019               | Eliteserien        | 29    | 3      | 1            | 0            | –      | –      | 30    | 3      |
| FK Bodø/Glimt      | 2020               | Eliteserien        | 30    | 1      | 0            | 0            | 3      | 0      | 33    | 1      |
| FK Bodø/Glimt      | 2021               | Eliteserien        | 28    | 2      | 0            | 0            | 8      | 0      | 36    | 2      |
| FK Bodø/Glimt      | Ogólnie            | Ogólnie            | 121   | 8      | 5            | 0            | 11     | 0      | 137   | 9      |
| Hertha BSC         | 2021/2022          | Bundesliga         | 10    | 0      | 0            | 0            | –      | –      | 10    | 0      |
| Hertha BSC         | Ogólnie            | Ogólnie            | 10    | 0      | 0            | 0            | 0      | 0      | 10    | 0      |
| Ogólnie w karierze | Ogólnie w karierze | Ogólnie w karierze | 131   | 8      | 5            | 0            | 11     | 0      | 147   | 9      |

### Reprezentacyjne
(aktualne na dzień 11 czerwca 2022)
| Reprezentacja | Rok     | Mecze | Bramki |
| ------------- | ------- | ----- | ------ |
| Norwegia U-18 |         |       |        |
| 2016          | 8       | 0     |        |
| Ogólnie       | Ogólnie | 8     | 0      |
| Norwegia U-21 |         |       |        |
| 2019          | 9       | 0     |        |
| 2020          | 3       | 0     |        |
| Ogólnie       | Ogólnie | 12    | 0      |
| Norwegia      |         |       |        |
| 2021          | 5       | 0     |        |
| Ogólnie       | Ogólnie | 5     | 0      |

| Mecze i gole w reprezentacji | Mecze i gole w reprezentacji | Mecze i gole w reprezentacji | Mecze i gole w reprezentacji | Mecze i gole w reprezentacji | Mecze i gole w reprezentacji | Mecze i gole w reprezentacji | Mecze i gole w reprezentacji |
| Norwegia U-18                | Norwegia U-18                | Norwegia U-18                | Norwegia U-18                | Norwegia U-18                | Norwegia U-18                | Norwegia U-18                | Norwegia U-18                |
| Lp.                          | Data                         | Miejsce                      | Gospodarz                    | Gość                         | Wynik                        | Gol                          | Rozgrywki                    |
| ---------------------------- | ---------------------------- | ---------------------------- | ---------------------------- | ---------------------------- | ---------------------------- | ---------------------------- | ---------------------------- |
| 1.                           | 26.03.2016                   | Ryga                         | Polska U-18                  | Norwegia U-18                | 1:1                          |                              | Mecz towarzyski              |
| 2.                           | 27.03.2016                   | Ryga                         | Łotwa U-18                   | Norwegia U-18                | 0:3                          |                              | Mecz towarzyski              |
| 3.                           | 29.03.2016                   | Ryga                         | Ukraina U-18                 | Norwegia U-18                | 1:2                          |                              | Mecz towarzyski              |
| 4.                           | 28.04.2016                   | Veľký Biel                   | Norwegia U-18                | Rosja U-18                   | 0:2                          |                              | Mecz towarzyski              |
| 5.                           | 29.04.2016                   | Veľký Biel                   | Gruzja U-18                  | Norwegia U-18                | 3:4                          |                              | Mecz towarzyski              |
| 6.                           | 06.06.2016                   | Prawec                       | Bułgaria U-19                | Norwegia U-18                | 2:2                          |                              | Mecz towarzyski              |
| 7.                           | 08.06.2016                   | Prawec                       | Bułgaria U-19                | Norwegia U-18                | 2:2                          |                              | Mecz towarzyski              |
| 8.                           | 04.09.2016                   | Nyborg                       | Norwegia U-18                | Szwecja U-18                 | 2:6                          |                              | Mecz towarzyski              |
| Norwegia U-21                |                              |                              |                              |                              |                              |                              |                              |
| Lp.                          | Data                         | Miejsce                      | Gospodarz                    | Gość                         | Wynik                        | Gol                          | Rozgrywki                    |
| 1.                           | 22.03.2019                   | Malaga                       | Finlandia U-21               | Norwegia U-21                | 8:3                          |                              | Mecz towarzyski              |
| 2.                           | 25.03.2019                   | Malaga                       | Rosja U-21                   | Norwegia U-21                | 5:1                          |                              | Mecz towarzyski              |
| 3.                           | 07.06.2019                   | Helsingborg                  | Szwecja U-21                 | Norwegia U-21                | 3:1                          |                              | Mecz towarzyski              |
| 4.                           | 10.06.2019                   | Horsens                      | Dania U-20                   | Norwegia U-21                | 2:3                          |                              | Mecz towarzyski              |
| 5.                           | 10.09.2019                   | Felcsút                      | Węgry U-21                   | Norwegia U-21                | 0:3                          |                              | Mecz towarzyski              |
| 6.                           | 11.10.2019                   | Żodzino                      | Białoruś U-21                | Norwegia U-21                | 1:1                          |                              | el. ME U-21 2021             |
| 7.                           | 15.10.2019                   | Drammen                      | Norwegia U-21                | Holandia U-21                | 0:4                          |                              | el. ME U-21 2021             |
| 8.                           | 15.11.2019                   | Larnaka                      | Cypr U-21                    | Norwegia U-21                | 1:2                          |                              | el. ME U-21 2021             |
| 9.                           | 19.11.2019                   | Drammen                      | Norwegia U-21                | Portugalia U-21              | 2:3                          |                              | el. ME U-21 2021             |
| 10.                          | 04.09.2020                   | Drammen                      | Norwegia U-21                | Gibraltar U-21               | 6:0                          |                              | el. ME U-21 2021             |
| 11.                          | 08.09.2020                   | Almere                       | Holandia U-21                | Norwegia U-21                | 2:0                          |                              | el. ME U-21 2021             |
| 12.                          | 09.10.2020                   | Estoril                      | Portugalia U-21              | Norwegia U-21                | 4:1                          |                              | el. ME U-21 2021             |
| Norwegia                     |                              |                              |                              |                              |                              |                              |                              |
| Lp.                          | Data                         | Miejsce                      | Gospodarz                    | Gość                         | Wynik                        | Gol                          | Rozgrywki                    |
| 1.                           | 06.06.2021                   | Malaga                       | Norwegia                     | Grecja                       | 1:2                          |                              | Mecz towarzyski              |
| 2.                           | 07.09.2021                   | Oslo                         | Norwegia                     | Gibraltar                    | 5:1                          |                              | el. MŚ 2022                  |
| 3.                           | 25.03.2022                   | Oslo                         | Norwegia                     | Słowacja                     | 2:0                          |                              | Mecz towarzyski              |
| 4.                           | 29.03.2022                   | Oslo                         | Norwegia                     | Armenia                      | 9:0                          |                              | Mecz towarzyski              |
| 5.                           | 09.06.2022                   | Oslo                         | Norwegia                     | Słowenia                     | 0:0                          |                              | Liga Narodów UEFA            |

## Sukcesy

### FK Bodø/Glimt
- Mistrzostwo Norwegii (2×): 2020, 2021
- Wicemistrzostwo Norwegii (1×): 2019
- Mistrzostwo OBOS-ligaen (1×): 2017